# Avicularia
Avicularia é um género de tarântulas.

## Espécies
Espécies no World Spider Catalog (2017):
- Avicularia avicularia (Linnaeus, 1758) – Venezuela, Guiana, Suriname, Caiena, Trinidad e Tobago, Brasil, Peru, Bolívia
- Avicularia caei Fukushima & Bertani, 2017 – Brasil
- Avicularia glauca Simon, 1891 – Panama
- Avicularia hirschii Bullmer, Thierer-Lutz & Schmidt, 2006 – Equador, Peru, Brasil
- Avicularia juruensis Mello-Leitão, 1923 – Colômbia, Equador, Peru, Brasil
- Avicularia lynnae Fukushima & Bertani, 2017 – Peru, Equador
- Avicularia merianae Fukushima & Bertani, 2017 – Peru
- Avicularia minatrix Pocock, 1903 – Venezuela, Brasil
- Avicularia purpurea Kirk, 1990 – Colômbia, Equador, Peru
- Avicularia rufa Schiapelli & Gerschman, 1945 – Equador, Peru, Bolívia, Brasil
- Avicularia taunayi (Mello-Leitão, 1920) – Brasil
- Avicularia variegata F. O. Pickard-Cambridge, 1896 – Venezuela, Brasil

## Galeria
| {{{caption}}}           |
| Avicularia caei (macho) |

| {{{caption}}}               |
| Avicularia hirschii (fêmea) |

| {{{caption}}}                |
| Avicularia juruensis (macho) |

| {{{caption}}}             |
| Avicularia lynnae (macho) |

| {{{caption}}}               |
| Avicularia merianae (fêmea) |

| {{{caption}}}               |
| Avicularia minatrix (fêmea) |

| {{{caption}}}               |
| Avicularia purpurea (fêmea) |

| {{{caption}}}           |
| Avicularia rufa (macho) |

| {{{caption}}}              |
| Avicularia taunayi (fêmea) |

| {{{caption}}}                |
| Avicularia variegata (fêmea) |